# Contea di Hopkins (Texas)
La contea di Hopkins in inglese Hopkins County è una contea dello Stato del Texas, negli Stati Uniti. La popolazione al censimento del 2010 era di 35 161 abitanti. Il capoluogo di contea è Sulphur Springs. La contea è stata creata nel 1837 dalle contee di Lamar e Nacogdoches. Il suo nome deriva dalla famiglia di David Hopkins, uno dei primi coloni della futura contea.

## Geografia fisica
| Anno | Popolazione | ±%     |
| ---- | ----------- | ------ |
| 1850 | 2,623       |        |
| 1860 | 7,745       | 195.3% |
| 1870 | 12,651      | 63.3%  |
| 1880 | 15,461      | 22.2%  |
| 1890 | 20,572      | 33.1%  |
| 1900 | 27,950      | 35.9%  |
| 1910 | 31,038      | 11.0%  |
| 1920 | 34,791      | 12.1%  |
| 1930 | 29,410      | −15.5% |
| 1940 | 30,264      | 2.9%   |
| 1950 | 23,490      | −22.4% |
| 1960 | 18,594      | −20.8% |
| 1970 | 20,710      | 11.4%  |
| 1980 | 25,247      | 21.9%  |
| 1990 | 28,833      | 14.2%  |
| 2000 | 31,960      | 10.8%  |
| 2010 | 35,161      | 10.0%  |

Secondo l'Ufficio del censimento degli Stati Uniti d'America la contea ha un'area totale di 793 miglia quadrate (2050 km²), di cui 767 miglia quadrate (1990 km²) sono terra, mentre 26 miglia quadrate (67 km², corrispondenti al 3,2% del territorio) sono costituiti dall'acqua.

### Strade principali
- Interstate 30
- U.S. Highway 67
- State Highway 11
- State Highway 19
- State Highway 154
- State Loop 301

### Contee adiacenti
- Delta County (nord)
- Franklin County (est)
- Wood County (sud)
- Rains County (sud-ovest)
- Hunt County (ovest)

## Media
I media locali includono KDFW-TV, KXAS-TV, WFAA-TV, KTVT-TV, KERA-TV, KTXA-TV, KDFI-TV, KDAF-TV, KFWD-TV, KLTV-TV, KYTX-TV, KFXK-TV, KCEB-TV, KETK-TV, KLTV-TV, KYTX-TV, e KETK-TV.